# 静岡県立修善寺工業高等学校
静岡県立修善寺工業高等学校（しずおかけんりつしゅぜんじこうぎょうこうとうがっこう）とは、静岡県伊豆市に所在した公立の工業高等学校。地元では修工（しゅうこう）と略されて呼ばれていた。2010年に隣接市の伊豆の国市にある静岡県立大仁高等学校と統合し静岡県立伊豆総合高等学校となった。

## 設置学科
全日制課程
- 工業科（機械・電気・情報技術・建築）
機械科は機械類型・電子機械類型に分けられる。
平成17年度以前は、全日制課程工業科（機械・電子機械・電気・情報技術・建築）であった。

## 沿革
- 1935年（昭和10年）
  - 4月 - 北狩野村立中堅農民学校として開校。
  - 9月 - 北狩野村立中堅農民青年学校に改称。
- 1941年（昭和16年）4月 - 北狩野村他七ヶ村学校組合立中豆農学校
- 1942年9月 最終所在地である牧之郷に移転
- 1948年（昭和23年）4月 - 県立中豆農業高等学校
- 1955年（昭和30年）4月 - 県立修善寺農林高等学校
- 1957年（昭和32年）4月 - 県立修善寺高等学校
- 1964年（昭和39年）4月 - 県立修善寺工業高等学校
- 2010年（平成22年）4月 - 県立大仁高等学校と統合。

## 校章
天城山と狩野川の清流を図案化し、二つのSを組み合わせて中央に「工」の文字を配したもの。当時の二科会会長で芸術院会員の東郷青児により創作された。

## 校歌
校歌は1956年(昭和31年)に芥川賞作家である井上靖が作詞、作曲家の芥川也寸志が作曲した。

## 特色
土曜・夢講座
2002年度(平成14年度)から完全学校週5日制となったため、土曜日に主に資格習得を目的とした「土曜・夢講座」を主催していた。

## 施設等
敷地の広さ
約4万9000m2で静岡県内有数の広さを誇り、グランドも広かった。
創造・夢工房
平成12年度に生徒の手で、電気科棟の近くに「創造・夢工房」を建てた。後に新構想高校の設立のため旧校舎と共に解体された。
至誠館
体育館横、校門近くにある2階建ての建物。内部には同窓会関係と合宿関係の部屋があった。
井上靖文学碑
1965年(昭和40年)創立30周年を記念して設置された2つの碑。井上靖の碑と井上靖が作詞した校歌碑がある。碑文の銘は 山河　美しければ　こころ　美し 。

## 校行事
- 修工祭　10月上旬
- 修工ロードレース大会（通称：修工マラソン） 11月下旬

## 部活動
近年は自転車競技部・レスリング部が、インターハイによく出場していた。野球部は全国大会出場こそ無いものの静岡県内では実力校として知られており、1976年の選手権県大会では準優勝するなど時折上位に進出している。文化部系では郷土芸能部（全国高等学校総合文化祭）、放送部（NHK杯全国高校放送コンテスト）が全国規模の大会に出場している。
運動部
- ハンドボール
- サッカー
- バスケットボール
- 陸上
- バレーボール
- テニス
- レスリング
- 弓道
- 自転車
- 剣道
- バドミントン
- 柔道(部員数減少につき休部した)
- 山岳
- 卓球
- 野球

文化部
- 美術
- 放送
- 原動機
- 建築研究
- 情報技術
- ロボット
- 郷土芸能
- ポケコン(部員数減少につき「ロボット部」と統合)

## 主な出身者
- 竹本由紀夫（元ヤクルトスワローズ投手）
- 野寺秀徳（自転車プロロードレース選手）
- 鈴木一真（ホリプロの俳優）ただし、モデルになるために中退している。
- 平塚吉光（自転車ロードレース選手）
- 大川吉美（洋菓子職人、実業家、 東京ラスクの社長）

## その他
修工ロードレース大会（別名：修工マラソン）
かつては静岡県内の学内マラソンで有数の長距離を走るものであった。初期のマラソン大会では、天城トンネルの河津町側の先からスタートし、旧天城トンネルを経由して学校まで戻る20キロ以上のコースであったり、旧天城湯ヶ島町立湯ヶ島小学校からスタートし、旧中伊豆町を横断して学校まで戻るコースであった。
2003年からは、日本サイクルスポーツセンターの5キロサーキットを2周し、学校まで戻る約18キロに短縮されたものとなった。この5キロサーキットのアップダウンの激しさは生徒にとって過酷であり、通称「心臓破りの坂」は最大の難所であった。その後は学校の手前まで8キロ程度は下り坂である。このマラソン大会の次の日は公休とした。
歴代のコースに共通する難所は、ゴールである学校の校門前の傾斜度の高い通称修工坂で、この坂でこれまでの疲労で走れなくなる生徒も少なくなかった。
完走後は学年に関係なく順位がカウントされ（男女は別カウント）、上位20位以内にゴールすると表彰されメダルが授与された。野球部、レスリング部、陸上部などの運動部員は、顧問が設けた制限タイム以内で走らなければならないために、上位クラスのほとんどは運動部員または元運動部員で占められていた。そしてこれらの順位は、保健・体育の成績に反映された。修善寺工業高校最後の年は、新型インフルエンザの校内流行により中止になった。
修工体操
本高校独自の体操であり、保健体育の準備体操は修工体操の流れを組んだものであった。